# Saint-André-de-Boëge
Saint-André-de-Boëge település Franciaországban, Haute-Savoie megyében. Lakosainak száma 594 fő (2022. január 1.). Saint-André-de-Boëge Boëge, Bogève, Cranves-Sales, Fillinges, Lucinges és Viuz-en-Sallaz községekkel határos.

## Népesség
A település népessége az elmúlt években az alábbi módon változott:
| Lakosok száma | 587  | 549  | 562  | 542  | 558  | 575  | 592  | 593  | 594  |
|               | 2013 | 2015 | 2016 | 2017 | 2018 | 2019 | 2020 | 2021 | 2022 |